# جيك هولمز
جيك هولمز (بالإنجليزية: Jake Holmes)‏ هو مغن مؤلف وكاتب أغاني وموسيقي ومغني أمريكي، ولد في 28 ديسمبر 1939 في كاليفورنيا في الولايات المتحدة.

## وصلات خارجية
- جيك هولمز على موقع ميوزك برينز (الإنجليزية)
- جيك هولمز على موقع قاعدة بيانات برودواي على الإنترنت (الإنجليزية)
- جيك هولمز على موقع أول ميوزيك (الإنجليزية)
- جيك هولمز على موقع ديسكوغز (الإنجليزية)